# Green Bay Packers 1978
La stagione 1978 dei Green Bay Packers è stata la 58ª della franchigia nella National Football League. Sotto la direzione del capo-allenatore al quarto anno Bart Starr, la squadra terminò con un record di 8-7-1, chiudendo seconda nella Central Division. Fu la prima stagione con più vittorie che sconfitte dal 1972. I Packers ebbero una partenza con un record di 6–1, anche se molte di quelle vittorie giunsero contro squadre deboli e quando il calendario si fece più ostico Green Bay vinse solo una delle successive sei gare. Dopo una netta vittoria a Tampa Bay sui Buccaneers, i Packers, con un record di 8–5–1, erano ancora in testa alla division. Tuttavia, la squadra perse entrambe le ultime gare, chiudendo con un record di 8–7–1 alla pari con Minnesota. Dal momento che il record dei Packers contro i Vikings era 0-1-1, Green Bay mancò i playoff visto che anche gli Eagles sopravanzarono Green Bay per l'ultima wild card.

## Roster
| Roster dei Green Bay Packers nel 1978 |
| --- |
| Quarterback - 19 Bobby Douglass - 16 Dennis Sproul - 17 David Whitehurst Running Back - 31 Jim Culbreath - 42 Walt Landers - 34 Terdell Middleton - 48 Nate Simpson - 33 Barty Smith - 26 Eric Torkelson Wide Receiver - 85 Elmo Boyd - 80 James Lofton - 84 Steve Odom - 89 Willie Taylor - 43 Aundra Thompson - 20 Walter Tullis Tight End - 82 Paul Coffman - 81 Rich McGeorge Offensive Linemen - 57 Derrel Gofourth - 69 Leotis Harris - 71 Melvin Jackson - 68 Greg Koch - 56 Rick Nuzum - 73 Gerald Skinner - 78 Tim Stokes T Defensive Linemen - 70 Bob Barber - 75 Carl Barzilauskas - 77 Mike Butler - 71 Melvin Jackson - 78 Ezra Johnson - 63 Terry Jones - 74 Dave Roller Linebacker - 60 John Anderson - 50 Jim Carter - 53 Francis Chesley - 65 Mike Douglass - 51 Jim Gueno - 55 Mike Hunt - 58 Daniel Johnson - 66 Paul Rudzinski - 52 Gary Weaver Defensive Back - 28 Willie Buchanon - 24 Johnnie Gray - 38 Estus Hood - 46 Steve Luke - 29 Mike McCoy - 36 Howard Sampson - 21 Steve Wagner Special Team - 11 David Beverly - 13 Chester Marcol Lista delle riserve - -- Willie Wilder RB (IR) |
| Legenda - I rookie sono in corsivo. - Il primo ruolo è il principale mentre gli eventuali successivi indicano i ruoli secondari. - (IR) sta per Injured Reserve ed indica la lista ristretta per un solo giocatore infortunato che può tornare ad allenarsi dopo la settimana 6 e a rientrare in prima squadra dopo che questa ha giocato 8 partite. - (NF-Inj.) / (NF-Ill.) stanno rispettivamente per Non-Football Injured e Non-Football Illness ed indicano le liste dove viene inserito un giocatore che ha un infortunio o una malattia non dipendente dal football americano. - (PUP) sta per Physically Unable to Perform ed indica la lista dove viene inserito un giocatore mentre è in attesa di recuperare la condizione fisica. Nella stagione regolare dopo la sesta partita giocata dalla propria squadra, il giocatore ha tempo tre settimane per riprendere ad allenarsi, più tre settimane aggiuntive dal suo rientro agli allenamenti per rientrare in prima squadra. |

## Calendario
| Stagione regolare |              |                        |           |        |                               |          |
| Turno             | Data         | Avversario             | Risultato | Record | Stadio                        | Pubblico |
| 1                 | 17 settembre | Detroit Lions          | P 17–17   | 0–0–1  | Lambeau Field                 | 50,861   |
| 2                 | 24 settembre | Chicago Bears          | V 13–10   | 1–0–1  | Lambeau Field                 | 50,861   |
| 3                 | 1 ottobre    | Atlanta Falcons        | V 23–0    | 2–0–1  | Milwaukee County Stadium      | 49,467   |
| 4                 | 8 ottobre    | at Detroit Lions       | V 27–17   | 3–0–1  | Tiger Stadium                 | 57,877   |
| 5                 | 15 ottobre   | Minnesota Vikings      | S 7–10    | 3–1–1  | Milwaukee County Stadium      | 49,601   |
| 6                 | 22 ottobre   | at New York Giants     | V 48–21   | 4–1–1  | Yankee Stadium                | 62,585   |
| 7                 | 30 ottobre   | at St. Louis Cardinals | V 31–23   | 5–1–1  | Busch Memorial Stadium        | 49,792   |
| 8                 | 5 novembre   | at Baltimore Colts     | S 10–13   | 5–2–1  | Memorial Stadium              | 60,238   |
| 9                 | 12 novembre  | Cleveland Browns       | V 55–7    | 6–2–1  | Milwaukee County Stadium      | 50,074   |
| 10                | 19 novembre  | San Francisco 49ers    | V 13–0    | 7–2–1  | Lambeau Field                 | 50,861   |
| 11                | 26 novembre  | at Chicago Bears       | V 17–13   | 8–2–1  | Wrigley Field                 | 47,513   |
| 12                | 3 dicembre   | at Minnesota Vikings   | V 30–27   | 9–2–1  | Metropolitan Stadium          | 47,693   |
| 13                | 9 dicembre   | at Los Angeles Rams    | S 24–27   | 9–3–1  | Los Angeles Memorial Coliseum | 76,637   |
| 14                | 17 dicembre  | Pittsburgh Steelers    | S 17–24   | 9–4–1  | Lambeau Field                 | 50,861   |

| Stagione regolare |              |                         |               |        |                               |          |
| Turno             | Data         | Avversario              | Risultato     | Record | Stadio                        | Pubblico |
| 1                 | 3 settembre  | at Detroit Lions        | V 13–7        | 1–0    | Pontiac Silverdome            | 51,187   |
| 2                 | 10 settembre | New Orleans Saints      | V 28–17       | 2–0    | Milwaukee County Stadium      | 54,336   |
| 3                 | 17 settembre | Oakland Raiders         | S 3–28        | 2–1    | Lambeau Field                 | 55,903   |
| 4                 | 24 settembre | at San Diego Chargers   | V 24–3        | 3–1    | San Diego Stadium             | 42,755   |
| 5                 | 1 ottobre    | Detroit Lions           | V 35–14       | 4–1    | Milwaukee County Stadium      | 54,601   |
| 6                 | 8 ottobre    | Chicago Bears           | V 24–14       | 5–1    | Lambeau Field                 | 56,267   |
| 7                 | 15 ottobre   | Seattle Seahawks        | V 45–28       | 6–1    | Milwaukee County Stadium      | 52,712   |
| 8                 | 22 ottobre   | at Minnesota Vikings    | S 7–21        | 6–2    | Metropolitan Stadium          | 47,411   |
| 9                 | 29 ottobre   | Tampa Bay Buccaneers    | V 9–7         | 7–2    | Lambeau Field                 | 55,108   |
| 10                | 5 novembre   | at Philadelphia Eagles  | S 3–10        | 7–3    | Veterans Stadium              | 64,214   |
| 11                | 12 novembre  | Dallas Cowboys          | S 14–42       | 7–4    | Milwaukee County Stadium      | 55,256   |
| 12                | 19 novembre  | at Denver Broncos       | S 3–16        | 7–5    | Mile High Stadium             | 74,965   |
| 13                | 26 novembre  | Minnesota Vikings       | P 10–10 (dts) | 7–5–1  | Lambeau Field                 | 51,737   |
| 14                | 3 dicembre   | at Tampa Bay Buccaneers | V 17–7        | 8–5–1  | Tampa Stadium                 | 67,754   |
| 15                | 10 dicembre  | at Chicago Bears        | S 0–14        | 8–6–1  | Soldier Field                 | 34,306   |
| 16                | 17 dicembre  | at Los Angeles Rams     | S 14–31       | 8–7–1  | Los Angeles Memorial Coliseum | 42,500   |

Note: gli avversari della propria division sono in grassetto.

## Classifiche
| NFL Central          |   |    |   |      |       |       |     |     |     |
|                      | V | S  | P | %    | DIV   | CONF  | PF  | PS  | STR |
| Minnesota Vikings(3) | 8 | 7  | 1 | .531 | 5–2–1 | 7–4–1 | 294 | 306 | S2  |
| Green Bay Packers    | 8 | 7  | 1 | .531 | 5–2–1 | 6–5–1 | 249 | 269 | S2  |
| Detroit Lions        | 7 | 9  | 0 | .438 | 4–4   | 5–7   | 290 | 300 | V2  |
| Chicago Bears        | 7 | 9  | 0 | .438 | 3–5   | 7–5   | 253 | 274 | V2  |
| Tampa Bay Buccaneers | 5 | 11 | 0 | .313 | 2–6   | 3–11  | 241 | 259 | S4  |